# Artūras Žukauskas
Artūras Žukauskas (ur. 22 listopada 1956 w Wilnie) – litewski fizyk, nauczyciel akademicki i polityk, profesor, w latach 2015–2020 rektor Uniwersytetu Wileńskiego, poseł na Sejm Republiki Litewskiej.

## Życiorys
W 1974 ukończył szkołę średnią w rodzinnej miejscowości. W 1979 został absolwentem fizyki (z uprawnieniami nauczyciela fizyki) na Uniwersytecie Wileńskim. Na tej samej uczelni uzyskiwał stopnie naukowe doktora (1983) i doktora habilitowanego (1991). Zawodowo od 1979 związany z macierzystą uczelnią, od 1993 na stanowisku profesora. Był kierownikiem laboratorium luminescencji, dyrektorem instytutu nauk stosowanych i kierownikiem zakładu optoelektroniki. Członek zwyczajny Litewskiej Akademii Nauk (od 2011), autor ponad 250 publikacji naukowych. W 2015 został wybrany na rektora Uniwersytetu Wileńskiego, funkcję tę sprawował do 2020.
W 2020 wystartował w wyborach parlamentarnych z listy liberalnej Partii Wolności, uzyskał wówczas mandat posła na Sejm Republiki Litewskiej.